# Koszmosz–209
A Koszmosz–209 a szovjet USZ–A aktív radarfelderítő műhold tesztrepülése.

## Küldetés
A szovjet Legenda tengeri felderítő rendszerhez készült USZ–A típusú, aktív radarberendezéssel felszerelt felderítő műhold. A repülés a radarfelderítő műhold első kísérleti indítása volt, melynek során tesztelték a berendezést. A műholdba a BESZ–5 Buk nukleáris termoelektromos generátor teljes méretű makettjét építették. A Koszmosz–198 programját folytatta.

## Jellemzői
1968. március 22-én a Bajkonuri űrrepülőtér indítóállomásról egy Ciklon-2A hordozórakétával juttatták Föld körüli, közeli körpályára. Az orbitális egység pályája 89,75 perces, 65,04 fokos hajlásszögű, elliptikus pálya perigeuma 182 kilométer, apogeuma 343 kilométer volt. Hasznos tömege 3800 kilogramm. Felépítése hengeres, átmérője 1.3 méter, magassága 10 méter.
1968. március 24-én az orbitális egység pályáját 103,10 perces, 65,33 fokos hajlásszögű, elliptikus pálya perigeuma 887 kilométer, apogeuma 932 kilométerre emelték. 2010-ben még az űregység orbitális pályáját korrigálták (30 alkalommal), biztosítva a közel körpályás haladási magasságot.
Szolgálati idejének vége ismeretlen.